# 梧桐雨

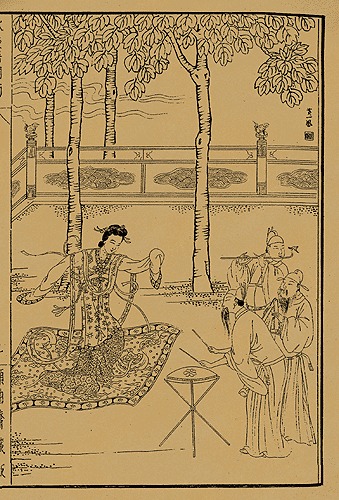
沈香亭で霓裳羽衣の舞を披露する楊貴妃（第2折）

『梧桐雨』（ごどうう）は、元の白樸（白仁甫）による雑劇で、唐の玄宗と楊貴妃を主題とする。題は白居易『長恨歌』の句「秋雨梧桐葉落時」にもとづき、第4折の中心的な主題でもある。
『元曲選』によると正名は『楊貴妃暁日茘枝香 唐明皇秋夜梧桐雨』。

## 概要
『梧桐雨』はその題材を多く白居易『長恨歌』および陳鴻『長恨歌伝』から取っている。
玄宗が主人公だが、国難に気づかない、政治的に無能な人物として描かれている。

## 主な登場人物
- 張守珪 - 幽州節度使。
- 安禄山 - 胡人。はじめ張守珪の配下、のちに漁陽節度使[1]。
- 玄宗 - 唐の皇帝。
- 楊貴妃 - 玄宗の寵妃。玄宗が夢で訪れた月の宮殿の嫦娥に容貌が似ていたため、宮中に入れられた。
- 楊国忠 - 楊貴妃の兄で丞相。「国舅」と呼ばれている。
- 張九齢 - 丞相。
- 李林甫 - 左丞相[2]。
- 高力士 - 宦官。
- 陳玄礼 - 右龍武将軍。
- 太子 - 玄宗の子。

## 構成
楔子（せっし、序）と4折（幕に相当）から構成され、全編を通じて主人公の玄宗が歌う。

## あらすじ
楔子：奚・契丹の討伐に失敗した安禄山の処分を問うため、上司の張守珪は安禄山を玄宗のもとに送る。玄宗は安逸な日々を送っており、張九齢の注意をきかずに安禄山を許す。胡旋舞を気に入った楊貴妃は安禄山を養子にする。玄宗は安禄山を宰相に取りたてようとするが、楊国忠が反対したために漁陽節度使に任命する。
第1折：楊貴妃は長生殿で七夕の宴会を開く。玄宗もやってきて、楊貴妃と永遠に夫婦となることを誓う。
第2折：国政を我が物とする楊国忠・李林甫を除くことを名目として、安禄山は長安侵攻の準備を進める。そうとは知らぬ玄宗は、沈香亭で楊貴妃が霓裳羽衣の舞を演ずるのを鑑賞する。使臣が楊貴妃の好物である茘枝を送ってくる。舞の後、李林甫が報告に来て、安禄山の大軍が長安に迫っていて太刀打ちできないため、長安を捨てて蒙塵することを進言する。
第3折：陳玄礼の率いる軍に連れられ、長安を脱出して蜀に逃げようとする玄宗の前に土地の父老があらわれる。その願いを聞いて太子が反乱軍と戦うことになる。その後、兵士たちは馬嵬駅で進軍を止め、陳玄礼は君側の賊である楊国忠を誅しなければならないと主張する。玄宗はやむをえず楊国忠の殺害を許すが、陳玄礼はさらに楊貴妃の死をも要求する。玄宗は悩むがどうしようもなく、高力士に命じて楊貴妃を自殺させる。
第4折：安禄山の乱は平定され、太子が即位、蜀から長安に戻って西宮に引退した玄宗は楊貴妃の絵姿を描かせ、昼も夜も楊貴妃のことを思いつづけている。夢に楊貴妃を見るが、梧桐の葉に雨が落ちる音で目をさます。